# Макграт, Джордж
Джордж Фредерик Макграт (англ. George Frederick McGrath; 19 сентября 1885, Камберуэлл, Большой Лондон — 6 августа 1956, Кройдон, Большой Лондон) — британский хоккеист на траве, нападающий. Олимпийский чемпион 1920 года.

## Биография
Джордж Макграт родился 19 сентября 1885 года в британском городе Камберуэлл (сейчас часть Лондона) в семье почтового работника. Отец Макграта умер, когда Джорджу исполнилось пять лет.
С 1912 года играл в хоккей на траве за «Уимблдон», а также выступал за сборные Суррея и Юга.
Участвовал в Первой мировой войне. Служил лейтенантом в Королевской школе артиллерии.
Занимался возрождением «Уимблдона» после Первой мировой войны, был его почётным казначеем, а также в течение 11 лет почётным секретарём. Работал помощником секретаря Национальной ассоциации занятости бывших воинов, был секретарём гольф-клуба «Уимблдон-парка».
Ни разу не выступал за сборную Англии. Однако в 1920 году вошёл в состав сборной Великобритании по хоккею на траве на летних Олимпийских играх в Антверпене и завоевал золотую медаль. Играл на позиции левого нападающего, провёл 1 матч, мячей (по имеющимся данным) не забивал.
Впоследствии работал писателем и телеведущим.
Умер 6 августа 1956 года в британском городе Кройдон (сейчас часть Лондона).